# جایزه بزرگ موناکو ۱۹۷۱
جایزه بزرگ موناکو ۱۹۷۱ (انگلیسی: ‎1971 Monaco Grand Prix‎) یک مسابقهٔ موتوری در رشتهٔ اتومبیل‌رانی فرمول یک بود که در تاریخ ۲۳ مهٔ ۱۹۷۱ در پیست موناکو واقع در مونت‌کارلو، موناکو برگزار شد. این گراند پری در میان ۱۱ گراند پری در فصل ۱۹۷۱، مسابقهٔ شمارهٔ ۳ بود.
در این مسابقه که در ۸۰ دور و به مسافت ۲۵۱٫۶۹۹ کیلومتر (۱۵۶٫۳۹۹ مایل) برگزار شد، پول پوزیشن توسط جکی استوارت کسب شد و سریع‌ترین زمان برای طی یک دور پیست که برابر با ۱:۲۲٫۲ بود نیز توسط جکی استوارت به ثبت رسید.
جکی استوارت از تیم تایرل-فورد، رونی پیترسن از تیم مارچ-فورد و ژاکی ایکس از تیم فراری به‌ترتیب مقام‌های اول تا سوم مسابقه را کسب کردند.

## رده‌بندی قهرمانی پس از مسابقه
|       | جایگاه | راننده       | امتیاز |
| ----- | ------ | ------------ | ------ |
|       | ۱      | جکی استوارت  | ۲۴     |
| ۱     | ۲      | ژاکی ایکس    | ۱۰     |
| ۱     | ۳      | ماریو اندرتی | ۹      |
| ۱۱    | ۴      | رونی پیترسن  | ۶      |
| ۱     | ۵      | کریس ایمون   | ۶      |
| منبع: |        |              |        |

|       | جایگاه | سازنده      | امتیاز |
| ----- | ------ | ----------- | ------ |
| ۱     | ۱      | تایرل-فورد  | ۲۴     |
| ۱     | ۲      | فراری       | ۱۹     |
| ۶     | ۳      | مارچ-فورد   | ۶      |
| ۱     | ۴      | ماترا       | ۶      |
| ۱     | ۵      | مک‌لارن-فورد | ۶      |
| منبع: |        |             |        |

یادداشت
- تنها پنج جایگاه نخست از هر رده‌بندی نمایش داده شده‌است.